# Abdij van Muri

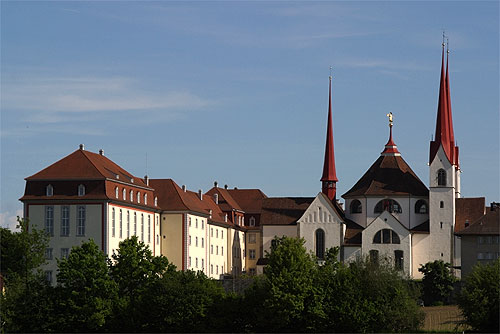
De abdij gezien vanuit het westen (18 mei 2004)

De abdij van Muri is een voormalige Benedictijnerabdij, gewijd aan Sint-Maarten van Tours in Muri in het Zwitserse kanton Aargau. De abdij is een Zwitsers erkend cultureel erfgoed van nationaal belang.

## Geschiedenis
Het klooster werd in het jaar 1027 gesticht door Ita (Idda) von Lothringen en haar man, de Habsburgse graaf Radbout (Radbot) (985-1045). Vijf jaar later begonnen de eerste, vanuit het Klooster Einsiedeln gezonden monniken met de bouw van de abdij. Gedurende meer dan honderd jaar was Muri een dubbelklooster voor nonnen en monniken, tot zich aan het begin van de 13e eeuw het nonnenklooster naar het klooster Hermetschwil afsplitste. De abdij verkreeg landgoederen en rechten in de huidige kantons Aargau, Luzern, Thurgau en Zürich. Na de verovering van Aargau in 1415 loste het Eedgenootschap de Habsburgers af als beschermheren. Na interne hervormingen klom Muri in de 17e eeuw op tot de rijkste abdij van Zwitserland en verkreeg in 1701 de rang Rijksabdij en verkreeg daaropvolgend een "Herrschaftsterritorium" aan de Neckar. De neergang begon in 1798 met de Franse inval in Zwitserland en de daaropvolgende politieke veranderingen. In 1841 werd het klooster door het kanton Aargau opgeheven, waarmee de Aargauer kloosterstrijd ontstond, die flinke politieke spanningen tot gevolg had. De Benediktijner trokken enerzijds naar Sarnen, om daar aan de kantonale school Obwalden les te geven, anderzijds naar Gries-Quirein bij Bolzano, waar ze in 1845 de Abdij Muri-Gries stichtten.

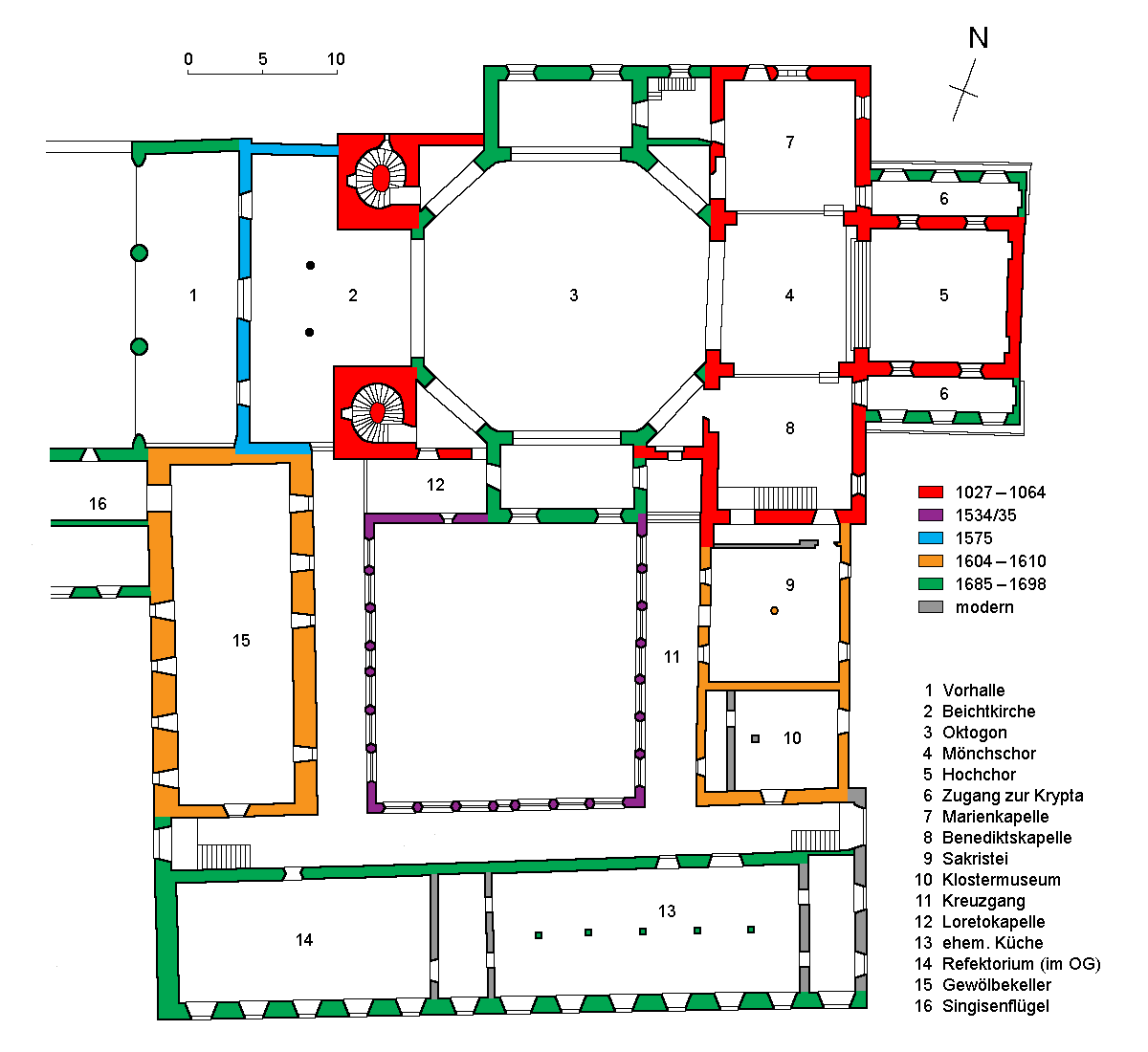
Plattegrond van kloostergebouw en kloosterkerk

De kern van het uitgestrekte kloosterterrein wordt gevormd door de kloosterkerk St. Martin, die teruggaat tot het midden van de 11e eeuw. De bouwstijl is voornamelijk Barok, met Romaanse en Gotische elementen. In het oog springend zijn de drie torens en de octogonale centrale koepel, de grootste in Zwitserland. De aansluitende kruisgang bevat glas in loodramen, het kloostermuseum en een tentoonstelling van de schilder Caspar Wolf. Van bijzonder belang is de Loretokapel, waarvan de kelder sinds 1971 als graf voor de Habsburgers dient. Het grootste gebouw is het Lehmanngebouw uit het eind van de 18e eeuw, waarvan de oostvleugel de langste Neoklassieke facade van het land heeft.
Tegenwoordig is het klooster een cultureel centrum van bovenregionaal belang. Daaraan dragen vooral de vijf orgels van de kloosterkerk bij, die regelmatig worden gebruikt voor concerten. De overige gebouwen worden voor diverse doeleinden gebruikt, zoals voor onderwijs, vergaderingen en bijeenkomsten, een openbare bibliotheek en een verzorgingstehuis.

## Ligging

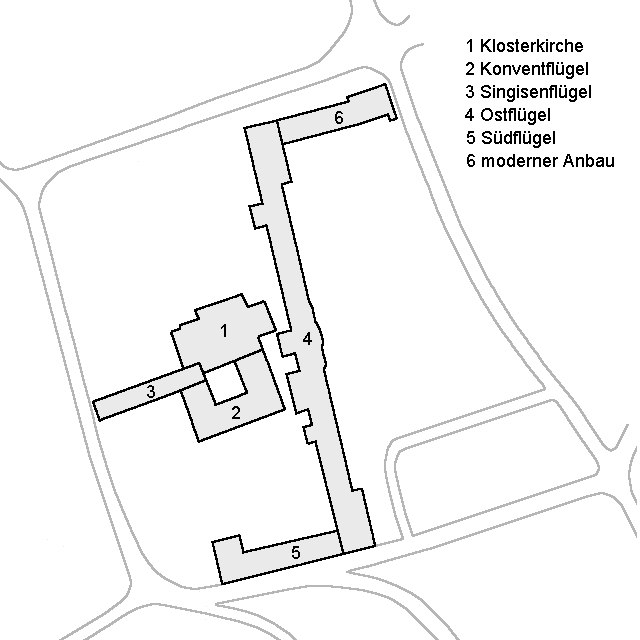
Plattegrond gehele kloosterterrein

Het klooster ligt in het stadsdeel Wey, nabij de noordelijke rand van de bebouwing op een naar het noorden en oosten licht aflopende helling. Het ongeveer 250×200 meter grote terrein wordt aan de oostkant begrensd door de Hauptstrasse 25, in het zuiden door de Seetalstrasse. In het westen grenst het aan het centrum van Wey.
Het kloosterterrein bestaat uit meerdere delen. Iets uit het midden van het terrein staat de kloosterkerk. Aan de zuidkant daarvan sluit het klooster aan, dat aan drie zijden de kruisgang omgeeft. Naar het westen strekt zich de smalle Singisenvleugel uit. Apart hiervan staat de zogenaamde Lehmannbau, die uit een oost- en een zuidvleugel bestaat. Een moderne aanbouw is aan de oostvleugel ervan verbonden.

## Afbeeldingen

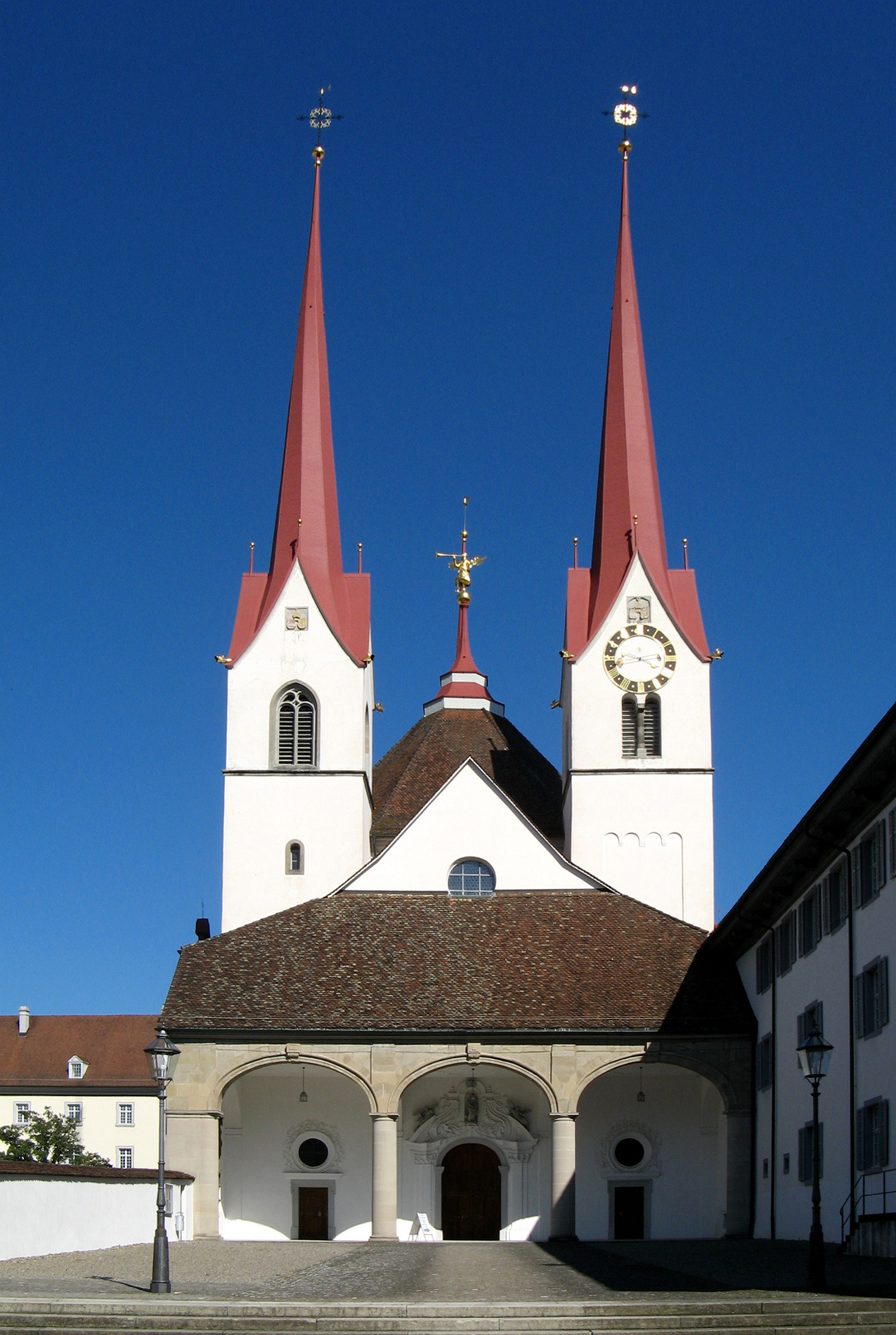
Voorzijde kloosterkerk
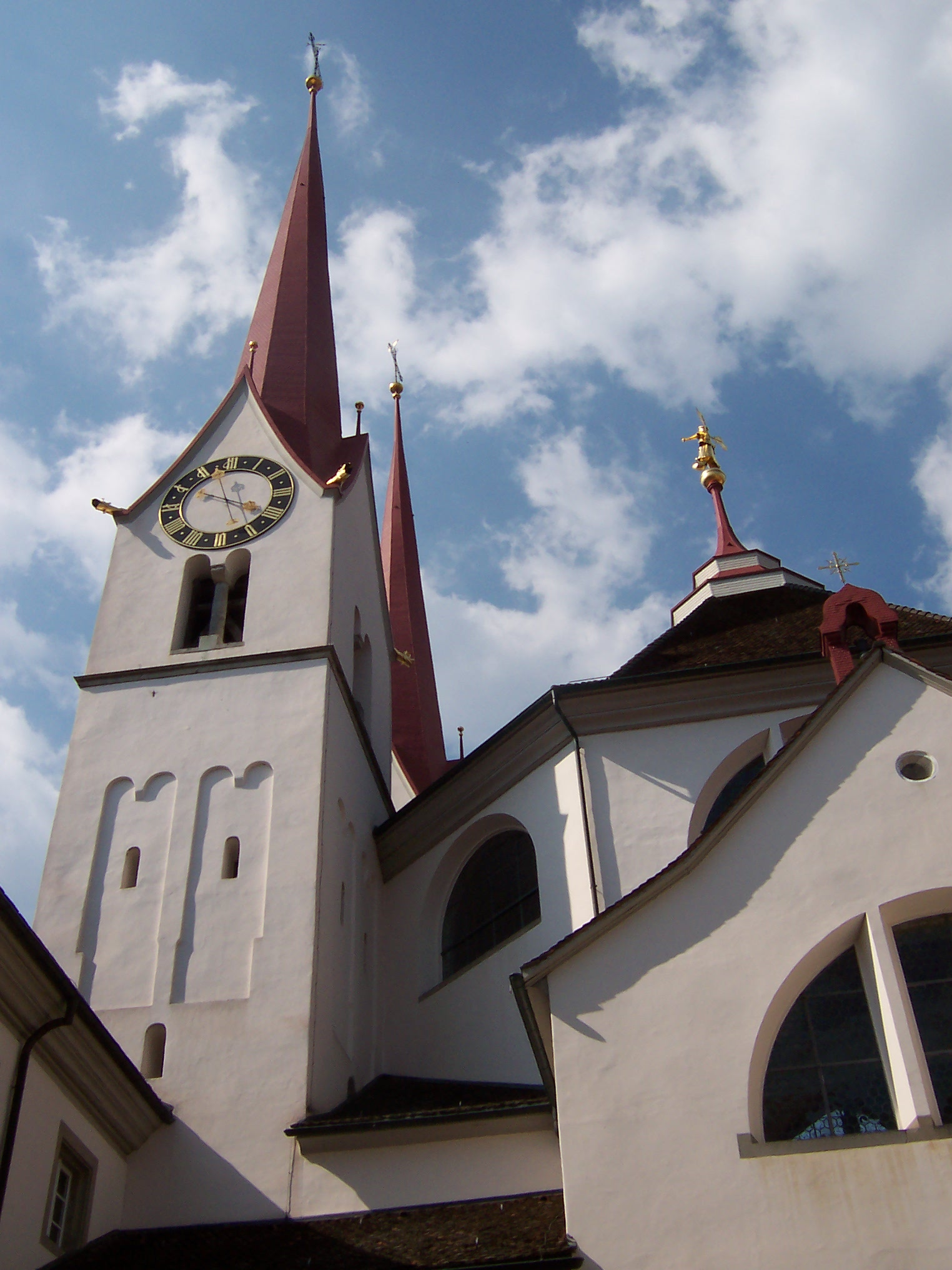
Zuidtoren en octogonale koepel, gezien vanuit binnenplaats kruisgang
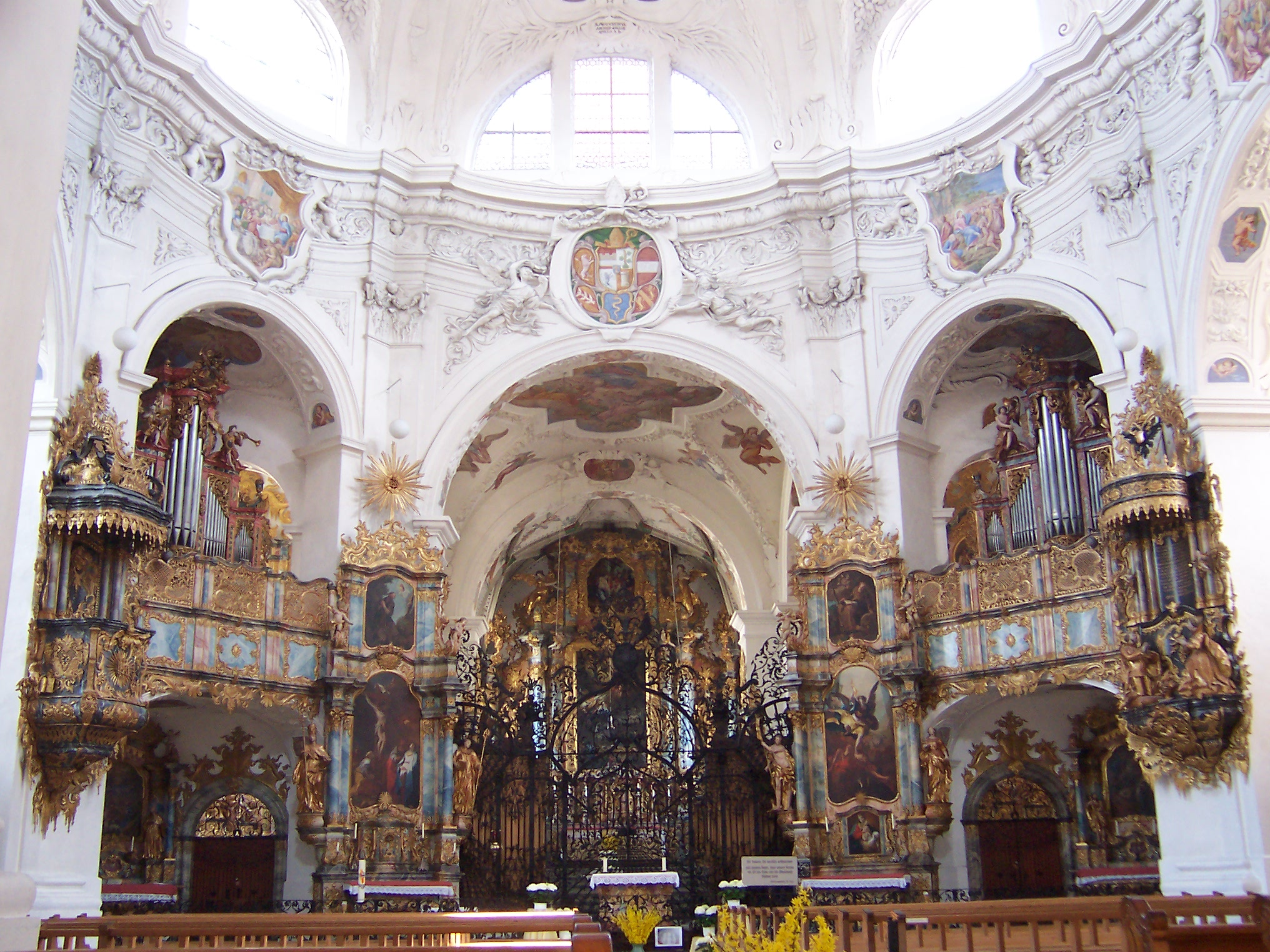
Centrale koepel van binnen
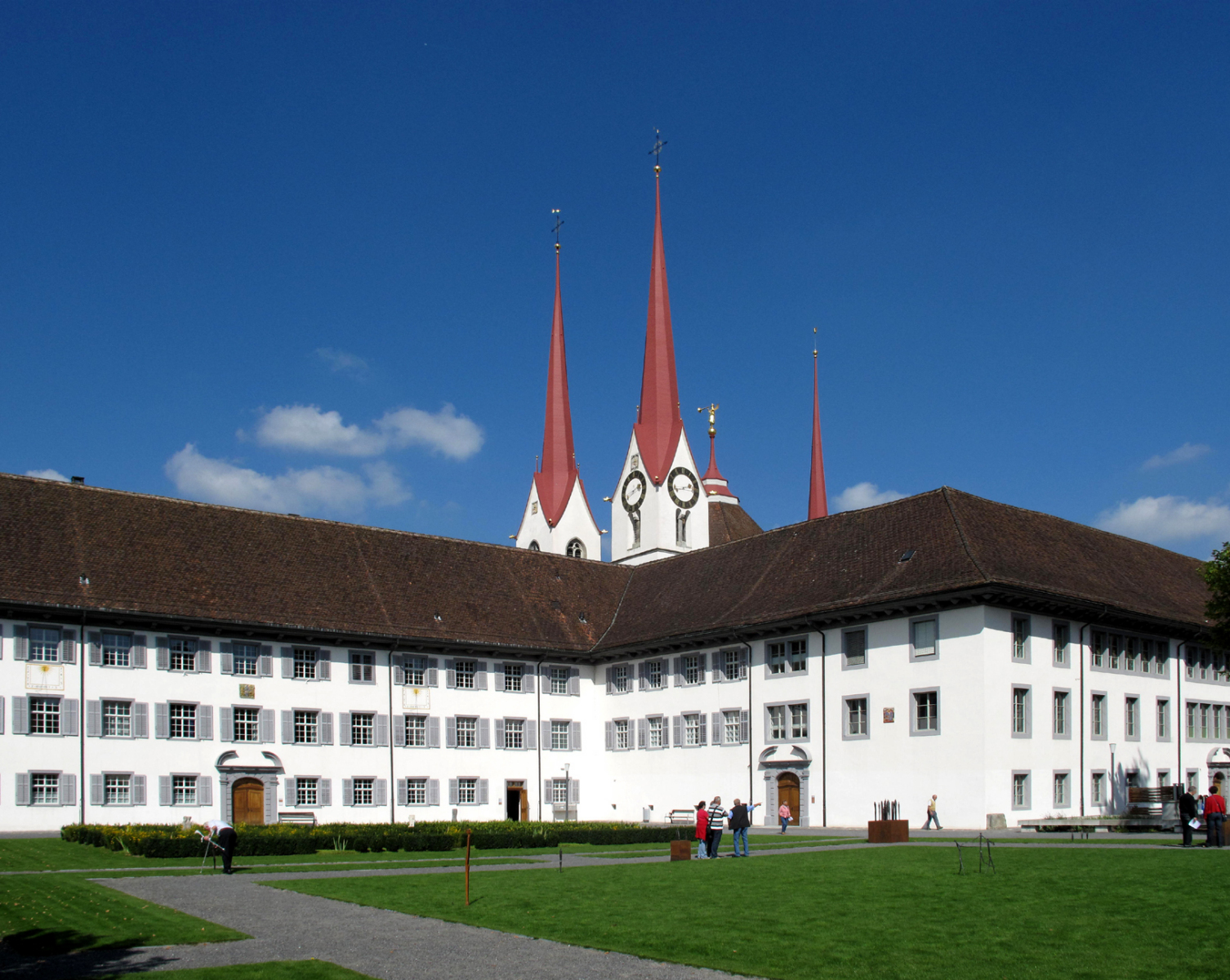
Kloostervleugel (rechts) en Singisenflügel (links), daarachter torens van de kloosterkerk
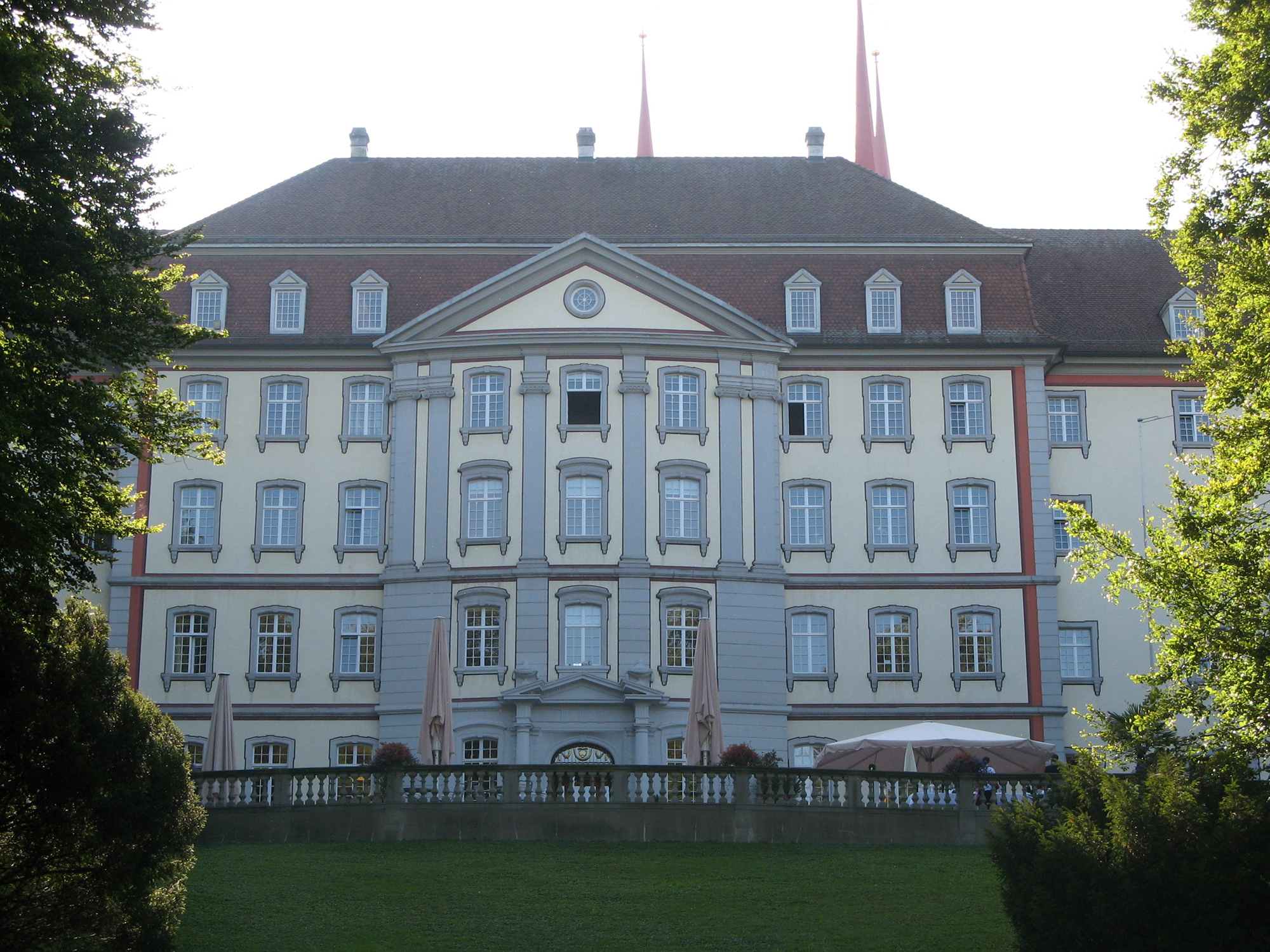
Oostvleugel Lehmanngebouw